# Конкуренція (соціологія)
Конкурéнція — суперництво в якійсь області, певні дії суб'єктів з метою отримання переваги над конкурентами.
Конкурéнція — спроба досягнення винагороди шляхом відчуження або випередження суперників, що прагнуть до ідентичних цілей.
Конкуренція політична — специфічна форма політичної взаємодії, в якій суб'єкти політики правовими і неправовими засобами змагаються за владу.